# Calcio Catania 2012-2013
Questa voce raccoglie le informazioni riguardanti il Calcio Catania nelle competizioni ufficiali della stagione 2012-2013.

## Stagione
Nell'estate 2012, Rolando Maran diviene il nuovo allenatore della squadra. In avvio di campionato il Catania totalizza ben 8 vittorie in 12 gare casalinghe. I sorprendenti risultati permettono alla formazione di ritrovarsi nella parte alta della classifica, con la possibilità di entrare in Europa League. Pur fallendo una storica qualificazione continentale, gli etnei si classificano ottavi precedendo l'Inter: con 56 punti viene totalizzato il primato in A.

## Divise e sponsor
Il main sponsor per la stagione 2012-2013 è Arancia Rossa di Sicilia; sulla maglia è presente anche un co-sponsor, ovvero TTTLines, mentre lo sponsor tecnico è Givova. Le maglie per la nuova stagione sono state ufficializzate il 7 agosto 2012, alla vigilia della presentazione della squadra in occasione dell'amichevole contro il Thun.
La divisa casalinga presenta una maglia con strisce rossazzurre, anche sul retro, contrariamente alla maglia dell'anno precedente; le strisce sono notevolmente più strette a rievocare la maglia usata dalla squadra negli anni Settanta. Il colletto è rosso. Lo sponsor tecnico è presente con la scritta Givova in bianco al centro e i loghi, sempre di colore bianco, sulle maniche. Sul retro della maglia in bianco troviamo la scritta «CALCIO CATANIA». I calzoncini sono azzurri e i calzettoni sono neri con bordatura rossazzurra in alto e con il logo societario all'altezza della tibia. Il nome e il numero sulla maglia sono di colore bianco.
La divisa da trasferta presenta una maglia bianca con due strisce, azzurra quella orizzontale, rossa quella verticale, che si incrociano all'altezza del logo societario, posto sulla sinistra, proprio all'altezza del cuore. Il colletto è azzurro e le bordatura sulla chiusura delle maniche è rossa su una e d'azzurra sull'altra. Il nome dello sponsor si trova al centro della maglia ed è di colore nero, mentre il logo qui è di colore azzurro, in una manica e rosso nell'altra. Sul retro della maglia c'è la scritta «CALCIO CATANIA» di colore azzurro. I calzoncini sono bianchi con una striscia rossa a sinistra a proseguire quella verticale della maglia. I calzettoni sono bianchi con rifiniture rossazzurre e con il logo societario all'altezza della tibia. Il nome e il numero su maglia e calzoncini sono di colore azzurro.
La terza divisa presenta una maglia completamente rossa con due strisce diagonali da sinistra a destra di colore bianco e azzurro e un triangolo bianco che dal colletto arriva fino alla spalla destra. Il logo societario si trova sulla sinistra mentre la scritta dello sponsor è bianca a destra. Sul retro si trova in oro la scritta «CALCIO CATANIA». I calzoncini sono rossi con strisce azzurre ai lati. I calzettoni sono rossi con inserti azzurri e il logo societario all'altezza della tibia. Il nome e il numero su maglia e calzoncini sono di colore blu.
| Casa | Trasferta | Terza divisa |

## Organigramma societario
ORGANI DI AMMINISTRAZIONE E CONTROLLO
Consiglio di amministrazione
- Presidente: Antonino Pulvirenti
- Vice Presidente: Angelo Vitaliti
- Amministratore delegato: Sergio Gasparin

Collegio sindacale
- Presidente: Vincenzo Patti
- Sindaci: Vera Toscano, Giuseppe Caruso

AREE E MANAGEMENT
Area gestione aziendale
- Direttore generale: Sergio Gasparin
- Responsabile amministrativo: Carmelo Milazzo
- Segretario generale: Giorgio Borbone
- Responsabile logistica e pubbliche relazioni: Giuseppe Franchina
- Consulente legale affari sportivi: Eduardo Chiacchio
- Consulente legale: Giulia Nicolosi, Michele Scacciante, Paola Santagati, Gianmarco Abbadessa
- Responsabile sicurezza: Arturo Magni
- Delegato sicurezza: Claudio Cammarata
- Magazzinieri: Antonio Pennisi, Alessandro Musumeci

Area comunicazione
- Responsabile comunicazione: Ramona Morelli
- Addetto stampa: Angelo Scaltriti
- Web Designer: Fabio De Luca
- Fotografo: Filippo Galtieri

Area marketing
- Responsabile area marketing: Maurizio Ciancio
- Marketing manager: Antonio Carbone

Area sportiva
- Direttore sportivo: Nicola Salerno
- Responsabile area tecnica: Giuseppe Bonanno
- Responsabile tecnico area sud America: Salvatore Monaco
- Responsabile area scouting: Christian Argurio
- Responsabile settore giovanile: Dario Scozzari
- Team Manager: Orazio Russo

Area tecnica
- Allenatore: Rolando Maran
- Allenatore in seconda: Christian Maraner
- Collaboratore Tecnico: Giuseppe Irrera
- Preparatore atletico: Roberto De Bellis, Giuseppe Colombino, Antonio Torrisi
- Preparatore dei portieri: Enzo Maurizio Biato

Area sanitaria
- Responsabile sanitario: Antonio Licciardello
- Medico sociale: Alfio Scudero, Francesco Riso
- Fisioterapista: Giuseppe Dispinzieri
- Massaggiatori: Salvatore Libra, Carmelo Cutroneo

## Rosa
| N. |                      | Ruolo | Calciatore                   |
| -- | -------------------- | ----- | ---------------------------- |
| 1  | Italia (bandiera)    | P     | Alberto Frison               |
| 2  | Italia (bandiera)    | D     | Alessandro Potenza           |
| 3  | Argentina (bandiera) | D     | Nicolás Spolli               |
| 4  | Argentina (bandiera) | C     | Sergio Almirón               |
| 5  | Uruguay (bandiera)   | D     | Alexis Rolín                 |
| 6  | Italia (bandiera)    | D     | Nicola Legrottaglie          |
| 8  | Italia (bandiera)    | C     | Fabio Sciacca                |
| 9  | Argentina (bandiera) | A     | Gonzalo Bergessio            |
| 10 | Italia (bandiera)    | C     | Francesco Lodi               |
| 12 | Italia (bandiera)    | D     | Giovanni Marchese            |
| 13 | Argentina (bandiera) | C     | Mariano Izco (vice capitano) |
| 14 | Italia (bandiera)    | D     | Giuseppe Bellusci            |
| 15 | Giappone (bandiera)  | A     | Takayuki Morimoto            |
| 16 | Argentina (bandiera) | C     | Mario Paglialunga            |
| 17 | Argentina (bandiera) | A     | Alejandro Darío Gómez        |
| 18 | Polonia (bandiera)   | D     | Błażej Augustyn              |
| 19 | Argentina (bandiera) | C     | Lucas Castro                 |

| N. |                       | Ruolo | Calciatore                 |
| -- | --------------------- | ----- | -------------------------- |
| 21 | Argentina (bandiera)  | P     | Mariano Andújar            |
| 22 | Argentina (bandiera)  | D     | Pablo Álvarez              |
| 24 | Argentina (bandiera)  | C     | Adrián Ricchiuti           |
| 26 | Spagna (bandiera)     | A     | Keko                       |
| 27 | Italia (bandiera)     | C     | Marco Biagianti (capitano) |
| 28 | Argentina (bandiera)  | C     | Pablo Barrientos           |
| 29 | Italia (bandiera)     | P     | Pietro Terracciano         |
| 30 | Ghana (bandiera)      | C     | Amidu Salifu               |
| 31 | Croazia (bandiera)    | A     | Bruno Petković             |
| 33 | Italia (bandiera)     | D     | Ciro Capuano               |
| 34 | Italia (bandiera)     | P     | Giuseppe Messina           |
| 35 | Francia (bandiera)    | A     | Souleymane Doukara         |
| 36 | Slovenia (bandiera)   | A     | Maks Barisic               |
| 37 | Italia (bandiera)     | C     | Sem Addamo                 |
| 38 | Italia (bandiera)     | A     | Fabio Aveni                |
| 39 | Costa Rica (bandiera) | D     | Erick Cabalceta            |
| 32 | Albania (bandiera)    | A     | Edgar Çani                 |

## Calciomercato

### Sessione estiva(dal 1/7 al 31/8)
| Acquisti | Acquisti           | Acquisti         | Acquisti                                           |
| R.       | Nome               | da               | Modalità                                           |
| -------- | ------------------ | ---------------- | -------------------------------------------------- |
| P        | Alberto Frison     | Vicenza          | comproprietà (0,6 mln €)                           |
| P        | Mariano Andújar    | Estudiantes (LP) | fine prestito                                      |
| P        | Giuseppe Messina   | Milazzo          | fine prestito                                      |
| D        | Alexis Rolín       | Nacional         | definitivo (3,5 mln €)                             |
| D        | Jean Mbida         | Vicenza          | definitivo                                         |
| D        | Błażej Augustyn    | Vicenza          | fine prestito                                      |
| D        | Pablo Álvarez      | Real Saragozza   | fine prestito                                      |
| C        | Raphael Martinho   | Cesena           | fine prestito                                      |
| C        | Federico Moretti   | Grosseto         | fine prestito                                      |
| C        | Fabio Sciacca      | Grosseto         | fine prestito                                      |
| C        | Amidu Salifu       | Fiorentina       | prestito con diritto di riscatto e contro riscatto |
| C        | Lucas Castro       | Racing Club      | definitivo                                         |
| A        | Maks Barišič       | Koper            | prestito con diritto di riscatto                   |
| A        | Takayuki Morimoto  | Novara           | riscatto comproprietà                              |
| A        | Keko               | Grosseto         | fine prestito                                      |
| A        | Davide Lanzafame   | Palermo          | riscatto comproprietà (0 mln €)                    |
| A        | Souleymane Doukara | Vibonese         | svincolato                                         |
| A        | Mirco Antenucci    | Torino           | riscatto comproprietà (1,1 mln €)                  |
| A        | Alfredo Donnarumma | Lanciano         | fine prestito                                      |

| Cessioni | Cessioni           | Cessioni   | Cessioni                                               |
| R.       | Nome               | a          | Modalità                                               |
| -------- | ------------------ | ---------- | ------------------------------------------------------ |
| P        | Andrea Campagnolo  | Siena      | svincolato                                             |
| P        | Juan Pablo Carrizo | Lazio      | fine prestito                                          |
| D        | Marco Motta        | Juventus   | fine prestito                                          |
| D        | Luca Calapai       | Barletta   | prestito                                               |
| D        | Jean Mbida         | Gorica     | prestito                                               |
| C        | Felipe Seymour     | Genoa      | fine prestito                                          |
| C        | Raphael Martinho   | Verona     | prestito                                               |
| C        | Wellington         | Koper      | definitivo                                             |
| C        | Federico Moretti   | Modena     | prestito con diritto di riscatto della comproprietà    |
| C        | Cristian Llama     | Fiorentina | prestito con diritto di riscatto (3 mln €)             |
| A        | Alfredo Donnarumma | Como       | prestito                                               |
| A        | David Suazo        |            | svincolato                                             |
| A        | Maxi López         | Sampdoria  | prestito (2,5 mln €) con diritto di riscatto (6 mln €) |
| A        | Osarimen Ebagua    | Torino     | fine prestito                                          |
| A        | Davide Lanzafame   | Grosseto   | prestito                                               |
| A        | Andrea Catellani   | Sassuolo   | prestito con diritto di riscatto della comproprietà    |
| A        | Mirco Antenucci    | Spezia     | prestito con diritto di riscatto                       |

### Sessione invernale(dal 3/1 al 31/1)
| Acquisti | Acquisti   | Acquisti         | Acquisti   |
| R.       | Nome       | da               | Modalità   |
| -------- | ---------- | ---------------- | ---------- |
| A        | Edgar Çani | Polonia Varsavia | svincolato |

| Cessioni | Cessioni          | Cessioni | Cessioni                         |
| R.       | Nome              | a        | Modalità                         |
| -------- | ----------------- | -------- | -------------------------------- |
| A        | Takayuki Morimoto | Al-Nasr  | prestito con diritto di riscatto |
| C        | Mario Paglialunga | Hércules | prestito                         |

## Risultati

### Serie A

#### Girone di andata
| Arbitro: | De Marco (Chiavari) |

|                            |           |                        |
| Osvaldo 59’ N. López 90+1’ | Marcatori | 29’ Marchese 69’ Gómez |

| Arbitro: | Giannoccaro (Lecce) |

|                             |           |                        |
| Bergessio 66’, 68’ Lodi 84’ | Marcatori | 26’ Kucka 82’ Janković |

| Arbitro: | Doveri (Roma) |

|                      |           |  |
| Jovetić 43’ Toni 65’ | Marcatori |  |

| Catania 23 settembre 2012, ore 15:00 CEST 4ª giornata | Catania           | 0 – 0 referto | Napoli | Stadio Angelo Massimino (13.808 spett.)\| Arbitro: \| Bergonzi (Genova) \| |
| Arbitro:                                              | Bergonzi (Genova) |               |        |                                                                            |

| Arbitro: | Irrati (Pistoia) |

|                           |           |             |
| Spolli 52’ Barrientos 64’ | Marcatori | 49’ Moralez |

| Arbitro: | Giacomelli (Trieste) |

|                                            |           |  |
| Guarente 19’ Gilardino 40’, 61’ Kone 90+5’ | Marcatori |  |

| Arbitro: | Calvarese (Teramo) |

|                        |           |  |
| Gómez 2’ Bergessio 79’ | Marcatori |  |

| Arbitro: | Russo (Avellino) |

|                         |           |  |
| Cassano 28’ Palacio 85’ | Marcatori |  |

| Arbitro: | Gervasoni (Mantova) |

|  |           |           |
|  | Marcatori | 57’ Vidal |

| Arbitro: | Rocchi (Firenze) |

|                             |           |                     |
| Di Natale 29’ (rig.), 90+2’ | Marcatori | 62’ Castro 85’ Lodi |

| Arbitro: | Mazzoleni (Bergamo) |

|                                              |           |  |
| Gómez 8’, 28’ Lodi 25’ (rig.) Barrientos 69’ | Marcatori |  |

| Quartu Sant'Elena 10 novembre 2012, ore 18:00 CEST 12ª giornata | Cagliari            | 0 – 0 referto | Catania | Stadio Is Arenas (13.400 spett.)\| Arbitro: \| Di Bello (Brindisi) \| |
| Arbitro:                                                        | Di Bello (Brindisi) |               |         |                                                                       |

| Arbitro: | Peruzzo (Schio) |

|                  |           |                 |
| Almirón 51’, 85’ | Marcatori | 90+3’ Andreolli |

| Arbitro: | Romeo (Verona) |

|                             |           |          |
| Miccoli 10’ Ilicic 49’, 60’ | Marcatori | 70’ Lodi |

| Arbitro: | Orsato (Schio) |

|                  |           |                                    |
| Legrottaglie 11’ | Marcatori | 53’, 90+2’ El Shaarawi 56’ Boateng |

| Arbitro: | Doveri (Roma) |

|            |           |                               |
| Rosina 10’ | Marcatori | 50’ Castro 66’, 82’ Bergessio |

| Arbitro: | Giacomelli (Trieste) |

|                                          |           |                    |
| Paglialunga 55’ Bergessio 65’ Castro 90’ | Marcatori | 29’ (rig.) Maresca |

| Arbitro: | Romeo (Verona) |

|                       |           |                |
| Çelik 23’ Togni 90+5’ | Marcatori | 35’ Barrientos |

| Catania 5 gennaio 2013, ore 18:00 CET 19ª giornata | Catania           | 0 – 0 referto | Torino | Stadio Angelo Massimino (12.548 spett.)\| Arbitro: \| Bergonzi (Genova) \| |
| Arbitro:                                           | Bergonzi (Genova) |               |        |                                                                            |

#### Girone di ritorno
| Arbitro: | Damato (Barletta) |

|           |           |  |
| Gómez 61’ | Marcatori |  |

| Arbitro: | Rizzoli (Bologna) |

|  |           |                             |
|  | Marcatori | 4’ Bergessio 86’ Barrientos |

| Arbitro: | Celi (Bari) |

|                             |           |                |
| Legrottaglie 50’ Castro 89’ | Marcatori | 21’ Migliaccio |

| Arbitro: | Calvarese (Teramo) |

|                          |           |  |
| Hamsik 31’ Cannavaro 44’ | Marcatori |  |

| Bergamo 10 febbraio 2013, ore 15:00 CET 24ª giornata | Atalanta        | 0 – 0 referto | Catania | Stadio Atleti Azzurri d'Italia (12.277 spett.)\| Arbitro: \| Massa (Imperia) \| |
| Arbitro:                                             | Massa (Imperia) |               |         |                                                                                 |

| Arbitro: | Russo (Nola) |

|             |           |  |
| Almirón 42’ | Marcatori |  |

| Arbitro: | Giacomelli (Trieste) |

|            |           |                  |
| Amauri 87’ | Marcatori | 5’ Lodi 44’ Keko |

| Arbitro: | Bergonzi (Genova) |

|                           |           |                                |
| Bergessio 7’ Marchese 19’ | Marcatori | 52’ Álvarez 70’, 90+2’ Palacio |

| Arbitro: | Giannoccaro (Lecce) |

|                   |           |  |
| Giaccherini 90+1’ | Marcatori |  |

| Arbitro: | De Marco (Chiavari) |

|                         |           |            |
| Gómez 49’, 67’ Lodi 71’ | Marcatori | 81’ Muriel |

| Arbitro: | Massa (Imperia) |

|                                             |           |          |
| Legrottaglie 79’ (aut.) Candreva 81’ (rig.) | Marcatori | 50’ Izco |

| Catania 7 aprile 2013, ore 15:00 CET 31ª giornata | Catania       | 0 – 0 referto | Cagliari | Stadio Angelo Massimino (12.594 spett.)\| Arbitro: \| Valeri (Roma) \| |
| Arbitro:                                          | Valeri (Roma) |               |          |                                                                        |

| Verona 14 aprile 2013, ore 15:00 CEST 32ª giornata | Chievo               | 0 – 0 referto | Catania | Stadio Marcantonio Bentegodi (8.473 spett.)\| Arbitro: \| Giacomelli (Trieste) \| |
| Arbitro:                                           | Giacomelli (Trieste) |               |         |                                                                                   |

| Arbitro: | Mazzoleni (bergamo) |

|                |           |              |
| Barrientos 69’ | Marcatori | 90+5’ Ilicic |

| Arbitro: | Massa (Imperia) |

|                                              |           |                                |
| Flamini 45’ Pazzini 74’, 77’ Balotelli 90+2’ | Marcatori | 30’ Legrottaglie 65’ Bergessio |

| Arbitro: | Banti (Livorno) |

|                         |           |  |
| Bergessio 14’, 52’, 71’ | Marcatori |  |

| Arbitro: | Celi (Campobasso) |

|                  |           |            |
| De Silvestri 36’ | Marcatori | 68’ Spolli |

| Arbitro: | Pasqua (Tivoli) |

|           |           |  |
| Gómez 51’ | Marcatori |  |

| Arbitro: | Peruzzo (Schio) |

|                       |           |                           |
| Cerci 53’ Bianchi 83’ | Marcatori | 25’ Almirón 62’ Bergessio |

### Coppa Italia
| Arbitro: | Ciampi (Roma) |

|           |           |  |
| Gómez 71’ | Marcatori |  |

| Arbitro: | Merchiori (Ferrara) |

|                              |           |              |
| Bergessio 86’, 102’ Lodi 96’ | Marcatori | 41’ Paolucci |

| Arbitro: | Massa (Imperia) |

|                                       |                      |                                            |
| Pabón 12’                             | Marcatori            | 19’ (rig.) Lodi                            |
| Pabón Marchionni Parolo Ninis Paletta | Tiri di rigore 3 – 4 | Barrientos Álvarez Lodi Bergessio Marchese |

| Arbitro: | Celi (Campobasso) |

|                            |           |  |
| Radu 30’ Hernanes 61’, 91’ | Marcatori |  |

## Statistiche

### Statistiche di squadra
| Competizione | Punti | In casa | In casa | In casa | In casa | In casa | In casa | In trasferta | In trasferta | In trasferta | In trasferta | In trasferta | In trasferta | Totale | Totale | Totale | Totale | Totale | Totale | DR |
| Competizione | Punti | G       | V       | N       | P       | Gf      | Gs      | G            | V            | N            | P            | Gf           | Gs           | G      | V      | N      | P      | Gf     | Gs     | DR |
| ------------ | ----- | ------- | ------- | ------- | ------- | ------- | ------- | ------------ | ------------ | ------------ | ------------ | ------------ | ------------ | ------ | ------ | ------ | ------ | ------ | ------ | -- |
| Serie A      | 56    | 19      | 12      | 4       | 3       | 31      | 15      | 19           | 3            | 7            | 9            | 19           | 31           | 38     | 15     | 11     | 12     | 50     | 46     | +4 |
| Coppa Italia | -     | 2       | 1       | 1       | 0       | 4       | 1       | 2            | 0            | 1            | 1            | 1            | 4            | 4      | 1      | 2      | 1      | 4      | 5      | -1 |
| Totale       | 56    | 21      | 13      | 5       | 3       | 35      | 16      | 21           | 3            | 8            | 10           | 20           | 34           | 42     | 16     | 13     | 13     | 54     | 51     | +3 |

### Andamento in campionato
| Giornata  | 1 | 2 | 3  | 4  | 5 | 6  | 7 | 8 | 9  | 10 | 11 | 12 | 13 | 14 | 15 | 16 | 17 | 18 | 19 | 20 | 21 | 22 | 23 | 24 | 25 | 26 | 27 | 28 | 29 | 30 | 31 | 32 | 33 | 34 | 35 | 36 | 37 | 38 |
| --------- | - | - | -- | -- | - | -- | - | - | -- | -- | -- | -- | -- | -- | -- | -- | -- | -- | -- | -- | -- | -- | -- | -- | -- | -- | -- | -- | -- | -- | -- | -- | -- | -- | -- | -- | -- | -- |
| Luogo     | T | C | T  | C  | C | T  | C | T | C  | T  | C  | T  | C  | T  | C  | T  | C  | T  | C  | C  | T  | C  | T  | T  | C  | T  | C  | T  | C  | T  | C  | T  | C  | T  | C  | T  | C  | T  |
| Risultato | N | V | P  | N  | V | P  | V | P | P  | N  | V  | N  | V  | P  | P  | V  | V  | P  | N  | V  | V  | V  | P  | N  | V  | V  | P  | P  | V  | P  | N  | N  | N  | P  | V  | N  | V  | N  |
| Posizione | 9 | 7 | 10 | 12 | 9 | 11 | 8 | 8 | 10 | 11 | 8  | 8  | 8  | 9  | 11 | 10 | 8  | 9  | 10 | 10 | 8  | 7  | 7  | 8  | 7  | 7  | 8  | 8  | 8  | 8  | 8  | 9  | 9  | 9  | 9  | 9  | 8  | 8  |

Legenda:

Luogo: C = Casa; T = Trasferta. Risultato: V = Vittoria; N = Pareggio; P = Sconfitta.

### Statistiche dei giocatori
| Giocatore       | Serie A  | Serie A | Serie A     | Serie A    | Coppa Italia | Coppa Italia | Coppa Italia | Coppa Italia | Totale   | Totale | Totale      | Totale     |
| Giocatore       | Presenze | Reti    | Ammonizioni | Espulsioni | Presenze     | Reti         | Ammonizioni  | Espulsioni   | Presenze | Reti   | Ammonizioni | Espulsioni |
| --------------- | -------- | ------- | ----------- | ---------- | ------------ | ------------ | ------------ | ------------ | -------- | ------ | ----------- | ---------- |
| S. Addamo       | 0        | 0       | 0           | 0          | 0            | 0            | 0            | 0            | 0        | 0      | 0           | 0          |
| S. Almiron      | 30       | 4       | 5           | 0          | 3            | 0            | 0            | 0            | 33       | 4      | 5           | 0          |
| P. Álvarez      | 27       | 0       | 7           | 1          | 3            | 0            | 0            | 0            | 30       | 0      | 7           | 1          |
| M. Andújar      | 34       | -39     | 0           | 1          | 1            | -0           | 0            | 0            | 35       | -39    | 0           | 1          |
| B. Augustyn     | 1        | 0       | 1           | 0          | 0            | 0            | 0            | 0            | 1        | 0      | 1           | 0          |
| F. Aveni        | 0        | 0       | 0           | 0          | 0            | 0            | 0            | 0            | 0        | 0      | 0           | 0          |
| M. Barisic      | 0        | 0       | 0           | 0          | 0            | 0            | 0            | 0            | 0        | 0      | 0           | 0          |
| P. Barrientos   | 31       | 5       | 7           | 1          | 4            | 0            | 2            | 0            | 35       | 5      | 9           | 1          |
| G. Bellusci     | 26       | 0       | 13          | 0          | 3            | 0            | 1            | 0            | 29       | 0      | 14          | 0          |
| G. Bergessio    | 32       | 13      | 7           | 0          | 4            | 2            | 2            | 0            | 36       | 15     | 9           | 0          |
| M. Biagianti    | 28       | 0       | 5           | 0          | 1            | 0            | 0            | 0            | 29       | 0      | 5           | 0          |
| E. Çani         | 4        | 0       | 1           | 0          | 0            | 0            | 0            | 0            | 4        | 0      | 1           | 0          |
| E. Cabalceta    | 0        | 0       | 0           | 0          | 0            | 0            | 0            | 0            | 0        | 0      | 0           | 0          |
| C. Capuano      | 14       | 0       | 1           | 1          | 4            | 0            | 1            | 0            | 18       | 0      | 2           | 1          |
| L. Castro       | 36       | 4       | 5           | 0          | 3            | 0            | 0            | 0            | 39       | 4      | 5           | 0          |
| S. Doukara      | 12       | 0       | 1           | 0          | 2            | 0            | 0            | 0            | 14       | 0      | 1           | 0          |
| A. Frison       | 4        | -7      | 2           | 0          | 3            | -5           | 1            | 0            | 7        | -12    | 3           | 0          |
| A. Gómez        | 36       | 8       | 5           | 0          | 3            | 1            | 0            | 0            | 39       | 9      | 5           | 0          |
| M. Izco         | 35       | 1       | 3           | 0          | 2            | 0            | 0            | 0            | 37       | 1      | 3           | 0          |
| Keko            | 4        | 1       | 1           | 0          | 1            | 0            | 0            | 0            | 5        | 1      | 1           | 0          |
| N. Legrottaglie | 27       | 3       | 10          | 1          | 3            | 0            | 1            | 0            | 30       | 3      | 11          | 1          |
| F. Lodi         | 33       | 6       | 1           | 1          | 4            | 2            | 0            | 0            | 37       | 8      | 1           | 1          |
| G. Marchese     | 31       | 2       | 7           | 1          | 2            | 0            | 0            | 0            | 33       | 2      | 7           | 1          |
| G. Messina      | 0        | -0      | 0           | 0          | 0            | 0            | 0            | 0            | 0        | 0      | 0           | 0          |
| T. Morimoto     | 5        | 0       | 0           | 0          | 3            | 0            | 0            | 0            | 8        | 0      | 0           | 0          |
| M. Paglialunga  | 6        | 1       | 0           | 0          | 1            | 0            | 0            | 0            | 7        | 1      | 0           | 0          |
| B. Petković     | 1        | 0       | 0           | 0          | 0            | 0            | 0            | 0            | 1        | 0      | 0           | 0          |
| A. Potenza      | 2        | 0       | 0           | 0          | 0            | 0            | 0            | 0            | 2        | 0      | 0           | 0          |
| A. Ricchiuti    | 8        | 0       | 0           | 0          | 2            | 0            | 0            | 0            | 10       | 0      | 0           | 0          |
| A. Rolin        | 11       | 0       | 4           | 0          | 2            | 0            | 1            | 0            | 13       | 0      | 5           | 0          |
| A. Salifu       | 10       | 0       | 1           | 0          | 2            | 0            | 1            | 0            | 12       | 0      | 2           | 0          |
| F. Sciacca      | 3        | 0       | 0           | 0          | 0            | 0            | 0            | 0            | 3        | 0      | 0           | 0          |
| N. Spolli       | 29       | 2       | 9           | 0          | 0            | 0            | 0            | 0            | 29       | 2      | 9           | 0          |
| P. Terracciano  | 0        | -0      | 0           | 0          | 0            | 0            | 0            | 0            | 0        | 0      | 0           | 0          |